# 1977년 칸 영화제
제30회 칸 영화제는 1977년 5월 13일부터 1977년 5월 27일까지 열린 영화제이다. 프랑스 칸에서 개최되었다.

## 수상

### 황금종려상
- 빠드레 빠드로네 - 파올로 타비아니 수상
- 빠드레 빠드로네 - 비토리오 타비아니 수상

### 여우주연상
- 세 여인 - 셜리 듀발 수상

### 남우주연상
- 엘리자, 내 사랑 - 페르난도 레이 수상